# Stanislav Kall
Stanislav Kall, född 19 september 1977, är en slovakisk före detta professionell ishockeyspelare. Hans moderklubb är HC Košice.
Stanislavs tröjnummer 3 är pensionerat i Asplöven HC.